# Kalle Palander
Kalle Markus Palander (ur. 2 maja 1977 w Tornio) – fiński narciarz alpejski, mistrz świata, brązowy medalista mistrzostw świata juniorów oraz zdobywca Małej Kryształowej Kuli Pucharu Świata w slalomie.

## Kariera
Po raz pierwszy na arenie międzynarodowej Kalle Palander pojawił się 21 listopada 1994 roku w szwedzkim Tärnaby, gdzie w zawodach FIS Race nie ukończył slalomu. W 1995 roku wystartował na mistrzostwach świata juniorów w Voss, gdzie jego najlepszym wynikiem było 25. miejsce w gigancie. Na rozgrywanych rok później mistrzostwach świata juniorów w Schwyz zdobył brązowy medal w kombinacji, w której wyprzedzili go tylko Austriak Rainer Schönfelder oraz Didier Défago ze Szwajcarii. Na tej samej imprezie był też między innymi czwarty w slalomie, przegrywając walkę o podium z Kanadyjczykiem Brentem McKinlayem o 0,06 sekundy.
W zawodach Pucharu Świata zadebiutował 17 grudnia 1996 roku w Madonna di Campiglio, gdzie nie ukończył pierwszego przejazdu w slalomie. Pierwsze punkty wywalczył jednak 1 marca 1998 roku w Yongpyong, gdzie był szesnasty w slalomie. Po raz pierwszy na podium zawodów tego cyklu stanął 26 stycznia 2003 roku w Kitzbühel, gdzie w tej samej konkurencji okazał się najlepszy. Wyprzedził tam Schönfeldera i jego rodaka, Heinza Schilcheggera. Łącznie 30 razy stawał na podium odnosząc przy tym jeszcze trzynaście zwycięstw: 28 stycznia 2003 roku w Schladming, 2 marca w Yongpyong, 8 marca 2003 roku w Shiga Kōgen, 23 listopada 2003 roku w Park City, 4 stycznia 2004 roku we Flachau, 23 stycznia w Kitzbühel, 14 marca 2004 roku w Sestriere, 24 stycznia 2006 roku w Kitzbühel i 11 marca 2006 roku w Shiga Kōgen wygrywał slalomy, a 14 grudnia 2003 roku w Alta Badia, 7 lutego 2004 roku w Adelboden, 17 grudnia 2006 roku i 16 grudnia 2007 roku w Alta Badia był najlepszy w gigancie. Ostatnie zwycięstwo było równocześnie ostatnim podium Palandera w zawodach Pucharu Świata. Najlepsze wyniki osiągał w sezonie 2002/2003, kiedy zajął czwarte miejsce w klasyfikacji generalnej, a w klasyfikacji slalomu zdobył Małą Kryształową Kulę. Był też między innymi drugi w slalomie w sezonach 2003/2004 i 2005/2006, a w sezonie 2003/2004 zajął ponadto drugie miejsce w klasyfikacji giganta, ulegając tylko Bode Millerowi z USA.
W 1997 roku wystartował na mistrzostwach świata w Sestriere, gdzie był między innymi szesnasty w slalomie. Wielokrotnie startował na imprezach tego cyklu, największy sukces osiągając podczas mistrzostw świata w Vail w 1999 roku, gdzie zwyciężył w tej samej konkurencji. W zawodach tych o 0,11 sekundy wyprzedził Norwega Lasse Kjusa, a o 0,13 sekundy pokonał Austriaka Christiana Mayera. Był to jedyny medal wywalczony przez niego na międzynarodowej imprezie tej rangi i zarazem pierwszy w historii złoty medal dla Finlandii. Palander był też czwarty w gigancie na rozgrywanych w 2005 roku mistrzostwach świata w Sestriere. Walkę o podium przegrał tam z Daronem Rahlvesem z USA o 0,36 sekundy. W 1998 roku zajął dziewiąte miejsce w slalomie na igrzyskach olimpijskich w Nagano, a rywalizacji w gigancie i kombinacji nie ukończył. Na rozgrywanych cztery lata później igrzyskach w Salt Lake City wystartował w gigancie i slalomie, ale obu zawodów nie ukończył. Brał także udział w igrzyskach olimpijskich w Turynie w 2006 roku, gdzie był dziewiąty w gigancie, a slalomu ponownie nie ukończył. Wielokrotnie zdobywał medale mistrzostw Finlandii, w tym dziesięć złotych: w supergigancie w 1996 roku, gigancie w latach 1997, 2003, 2005 i 2007 oraz slalomie w latach 1998, 2001, 2003, 2005 i 2007.

## Osiągnięcia

### Igrzyska olimpijskie
| Miejsce | Dzień     | Rok  | Miejscowość    | Konkurencja | Czas biegu | Strata | Zwycięzca          |
| ------- | --------- | ---- | -------------- | ----------- | ---------- | ------ | ------------------ |
| DNF     | 12 lutego | 1998 | Nagano         | Kombinacja  | 3:08,06    | -      | Mario Reiter       |
| DNF     | 19 lutego | 1998 | Nagano         | Gigant      | 2:38,51    | -      | Hermann Maier      |
| 9.      | 21 lutego | 1998 | Nagano         | Slalom      | 1:49,31    | +2,50  | Hans Petter Buraas |
| DNF     | 21 lutego | 2002 | Salt Lake City | Gigant      | 2:23,28    | -      | Stephan Eberharter |
| DNF     | 23 lutego | 2002 | Salt Lake City | Slalom      | 2:23,28    | -      | Jean-Pierre Vidal  |
| 9.      | 20 lutego | 2006 | Turyn          | Gigant      | 2:35,00    | +1,82  | Benjamin Raich     |
| DNF     | 25 lutego | 2006 | Turyn          | Slalom      | 1:43,14    | -      | Benjamin Raich     |

### Mistrzostwa świata
| Miejsce | Dzień     | Rok  | Miejscowość  | Konkurencja | Czas biegu | Strata | Zwycięzca                |
| ------- | --------- | ---- | ------------ | ----------- | ---------- | ------ | ------------------------ |
| 39.     | 3 lutego  | 1997 | Sestriere    | Supergigant | 1:29,68    | +4,11  | Atle Skårdal             |
| 38.     | 8 lutego  | 1997 | Sestriere    | Zjazd       | 1:51,11    | +8,05  | Bruno Kernen             |
| DNF1    | 12 lutego | 1997 | Sestriere    | Gigant      | 2:48,23    | –      | Michael von Grünigen     |
| 16.     | 15 lutego | 1997 | Sestriere    | Slalom      | 1:51,70    | +3,13  | Tom Stiansen             |
| 37.     | 2 lutego  | 1999 | Vail         | Supergigant | 1:14,53    | +4,26  | Hermann Maier Lasse Kjus |
| 17.     | 12 lutego | 1999 | Vail         | Gigant      | 2:19,31    | +3,59  | Lasse Kjus               |
| 1.      | 14 lutego | 1999 | Vail         | Slalom      | 1:42,12    | -      | -                        |
| DNF2    | 8 lutego  | 2001 | Sankt Anton  | Gigant      | 2:23,80    | -      | Michael von Grünigen     |
| DNF1    | 10 lutego | 2001 | Sankt Anton  | Slalom      | 1:39,66    | -      | Mario Matt               |
| 6.      | 12 lutego | 2003 | Sankt Moritz | Gigant      | 2:45,93    | +0,89  | Bode Miller              |
| 7.      | 16 lutego | 2003 | Sankt Moritz | Slalom      | 2:45,93    | +1,24  | Ivica Kostelić           |
| 4.      | 9 lutego  | 2005 | Bormio       | Gigant      | 2:50,41    | +1,04  | Hermann Maier            |
| DNF1    | 12 lutego | 2005 | Bormio       | Slalom      | 1:41,34    | -      | Benjamin Raich           |
| 7.      | 14 lutego | 2007 | Åre          | Gigant      | 2:19,64    | +1,45  | Aksel Lund Svindal       |
| DNF2    | 17 lutego | 2007 | Åre          | Slalom      | 1:57,33    | -      | Mario Matt               |
| DNS2    | 18 lutego | 2011 | Ga-Pa        | Gigant      | 2:10,56    | -      | Ted Ligety               |
| DNF1    | 20 lutego | 2011 | Ga-Pa        | Slalom      | 1:41,72    | -      | Jean-Baptiste Grange     |

### Mistrzostwa świata juniorów
| Miejsce | Dzień     | Rok  | Miejscowość | Konkurencja | Czas biegu | Strata     | Zwycięzca          |
| ------- | --------- | ---- | ----------- | ----------- | ---------- | ---------- | ------------------ |
| 56.     | 16 marca  | 1995 | Voss        | Zjazd       | 1:41,19    | +8,37      | Kurt Sulzenbacher  |
| DNF1    | 19 marca  | 1995 | Voss        | Slalom      | 1:32,12    | -          | Florian Seer       |
| 25      | 21 marca  | 1995 | Voss        | Gigant      | 1:58,91    | +6,38      | Christoph Gruber   |
| 33.     | 27 lutego | 1996 | Schwyz      | Zjazd       | 1:31,08    | +3,91      | Ambrosi Hoffmann   |
| 15.     | 28 lutego | 1996 | Schwyz      | Supergigant | 1:26,76    | +1,53      | Didier Défago      |
| 12.     | 1 marca   | 1996 | Schwyz      | Gigant      | 2:03,09    | +2,38      | Rainer Schönfelder |
| 4.      | 3 marca   | 1996 | Schwyz      | Slalom      | 1:31,71    | +0,84      | Benjamin Raich     |
| 3.      | 3 marca   | 1996 | Schwyz      | Kombinacja  | 36,03 pkt  | +37,07 pkt | Rainer Schönfelder |

### Puchar Świata

#### Miejsca w klasyfikacji generalnej
- sezon 1997/1998: 110.
- sezon 1998/1999: 40.
- sezon 1999/2000: 38.
- sezon 2000/2001: 83.
- sezon 2001/2002: 28.
- sezon 2002/2003: 4.
- sezon 2003/2004: 6.
- sezon 2004/2005: 9.
- sezon 2005/2006: 7.
- sezon 2006/2007: 10.
- sezon 2007/2008: 27.
- sezon 2010/2011: 109.

#### Zwycięstwa w zawodach
1. Kitzbühel – 26 stycznia 2003 (slalom)
2. Schladming – 28 stycznia 2003 (slalom)
3. Yongpyong – 2 marca 2003 (slalom)
4. Shiga Kōgen – 8 marca 2003 (slalom)
5. Park City – 23 listopada 2003 (slalom)
6. Alta Badia – 14 grudnia 2003 (gigant)
7. Flachau – 4 stycznia 2004 (slalom)
8. Kitzbühel – 23 stycznia 2004 (slalom)
9. Adelboden – 7 lutego 2004 (gigant)
10. Sestriere – 14 marca 2004 (slalom)
11. Kitzbühel – 24 stycznia 2006 (slalom)
12. Shiga Kōgen – 11 marca 2006 (slalom)
13. Alta Badia – 17 grudnia 2006 (gigant)
14. Alta Badia – 16 grudnia 2007 (gigant)

- 14 zwycięstw (10 slalomów i 4 giganty)

#### Pozostałe miejsca na podium
1. Lillehammer – 16 marca 2003 (slalom) – 2. miejsce
2. Alta Badia – 21 grudnia 2003 (gigant) – 2. miejsce
3. Schladming – 27 stycznia 2004 (slalom) – 3. miejsce
4. St. Anton – 15 lutego 2004 (slalom) – 2. miejsce
5. Sölden – 24 października 2004 (gigant) – 3. miejsce
6. Sestriere – 13 grudnia 2004 (slalom) – 3. miejsce
7. Adelboden – 11 stycznia 2005 (gigant) – 3. miejsce
8. Kranjska Gora – 26 lutego 2005 (gigant) – 3. miejsce
9. Beaver Creek – 3 grudnia 2005 (gigant) – 3. miejsce
10. Madonna di Campiglio – 12 grudnia 2005 (slalom) – 3. miejsce
11. Adelboden – 7 stycznia 2006 (gigant) – 3. miejsce
12. Wengen – 15 stycznia 2006 (slalom) – 2. miejsce
13. Yongpyong – 5 marca 2006 (gigant) – 2. miejsce
14. Hinterstoder – 21 grudnia 2006 (gigant) – 3. miejsce
15. Sölden – 28 października 2007 (gigant) – 3. miejsce
16. Reiteralm – 11 listopada 2007 (slalom) – 2. miejsce